# Burlington Arcade

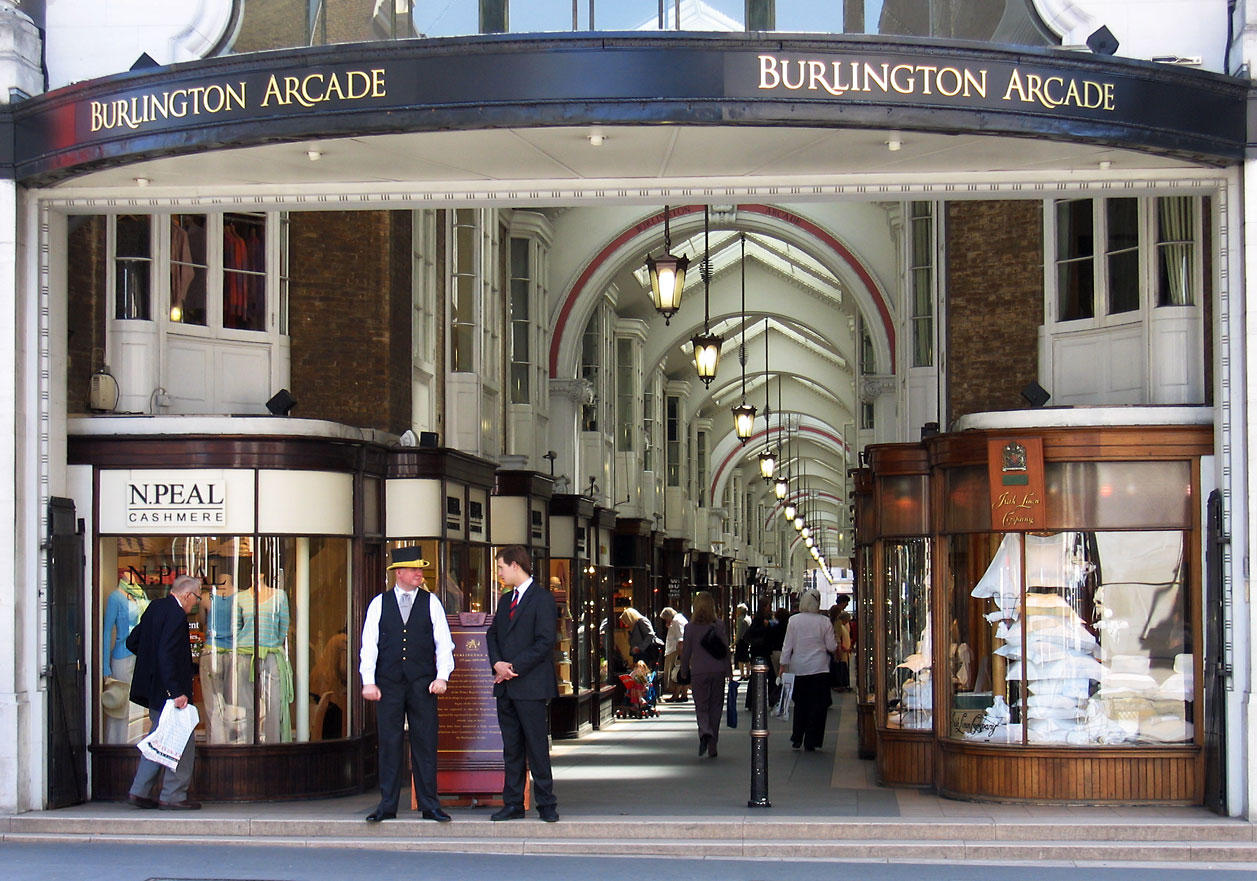
Entrada norte do Burlington Arcade, comm um Beadle à porta.

O Burlington Arcade é um centro comercial coberto em Londres situado por trás da Bond Street, entre Piccadilly e os Burlington Gardens. É um dos precursores das galerias comerciais europeias do século XIX, e dos modernos centros comerciais. O Burlington Arcade foi construído "para a venda de joalharia e artigos de luxo da moda, para agrado do público".
O centro foi mandado construir por Lord George Cavendish, o irmão mais novo do 5.º Duque de Devonshire, o qual tinha herdado a Burlington House, o jardim da casa ao lado. O seu arquitecto foi Samuel Ware. O Arcade abriu em 20 de Março de 1819. Consistia num corredor apertado iluminado por cima, com 72 pequenas pequenas lojas em dois andares. Algumas das lojas foram unidas reduzindo, assim, o número de unidades comerciais para 40. No início do século XX, foi acrescentada uma fachada virada para Piccadilly, ao estilo maneirista vitoriano tardio

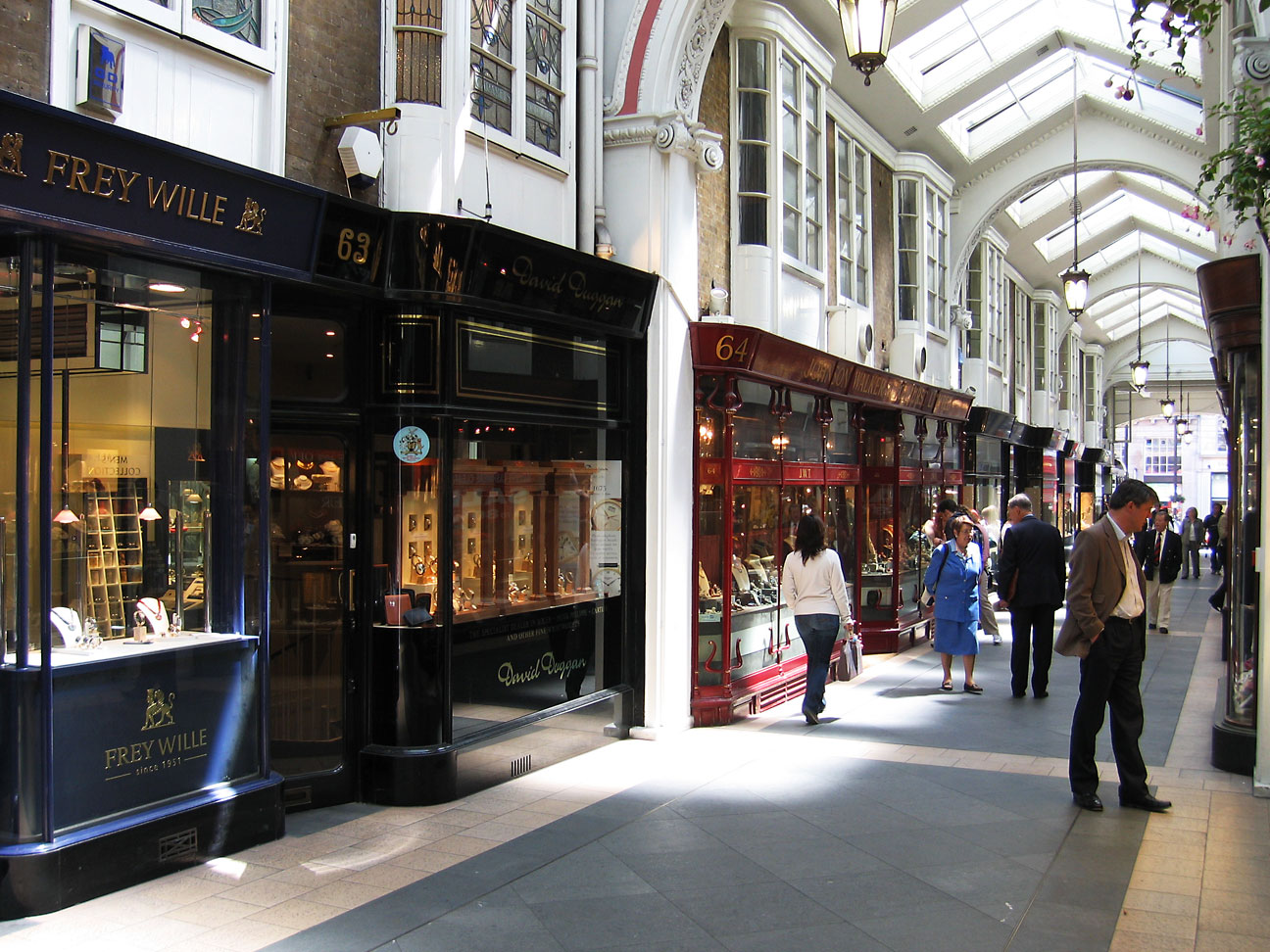
Lojas no interior do centro comercial

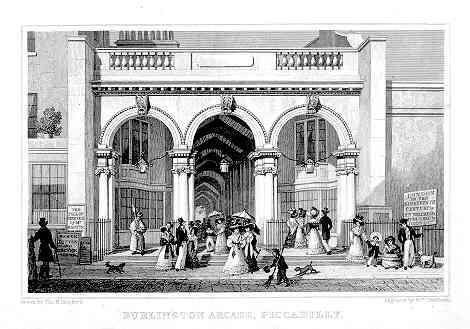
Entrada em 1827-28

Em 2012, foi comunicado que o Burlington Arcade tinha como proprietário a investidora imobiliária holandesa Meyer Bergman.